# Deželni svobodniki
Deželni svobodniki (nemško Freisassen) je pojem fevdalizma, ki se v habsburških dednih deželah uveljavi za podložnike, ki so kupili del zemljiškega gospostva, in s tem postali svobodni. Deželni svobodniki se pojavijo v 16. stoletju, ter obstajajo vse do zemljiške odveze leta 1848.

## Poseben status deželnega svobodnika
Deželni svobodnik je bil posameznik (podložnik), ki je obogatel s trgovino, ter kupil del zemljiškega gospostva. Na ta način je postal tudi uživalec pravic na dominikalni (zemljiškogosposki) posesti (npr. pri pobiranju davkov). V nekaterih primerih je bil lahko deželni svobodnik svoboden na zemljiškogosposki posesti, ter podložnik na svoji posesti.
Deželni svobodniki so bili od leta 1662 tudi obdavčeni pod imenjsko knjigo, niso pa imeli pravice do sojenja na plemiškem sodišču. Za sodne zadeve deželnih svobodnikov je bil pristojen deželni knjigovodja.